# LG Optimus 7Q
LG Optimus 7Q (также известен как LG C900, а в США как LG Quantum) — коммуникатор производства компании LG, работающий на операционной системе Windows Phone 7. Был анонсирован 11 октября 2010 года. Начало продаж в Европе — 21 октября 2010 года.

## Описание
Смартфон выполнен в формфакторе горизонтального слайдера с выдвигающейся QWERTY-клавиатурой. Сенсорный дисплей устройства имеет размер 3,5 дюйма. Аппарат работает на процессоре Qualcomm QSD 8650 с частотой 1 ГГц, видеоускорителе Adreno 200, оперативной памяти 512 мегабайт, внутренней памяти 16 гигабайт, аккумуляторе на 1500 мА·ч. Камера смартфона 5 мегапикселей с максимальным разрешением фотоснимков 2592 x 1944 пикселей.
В Optimus 7Q (как и в Optimus 7) реализована технология «Play To», основанная на DLNA. С её помощью можно обмениваться мультимедийными файлами (фото, видео, музыка) с другими цифровыми устройствами, не заходя в их меню. Программа дополненной реальности ScanSearch в режиме реального времени предоставляет информацию о погоде, шопинге, ресторанах, банках. Согласно LG, «Play To» и «ScanSearch» реализованы только на телефонах Optimus 7 и недоступны на других устройствах Windows Phone 7.